# SC Riesa-Röderau
SC Riesa-Röderau was een Duitse voetbalclub uit de stad Riesa, deelstaat Saksen die bestond van 1948 tot 1998.

## Geschiedenis
De club werd in 1948 opgericht als BSG Gummiwerk Riesa en in 1951 werd de naam BSG Chemie Riesa aangenomen. In 1952 ging de club in de nieuwe Bezirksliga Dresden spelen. In 1956 kon de club voor Motor Görlitz de promotie afdwingen naar de II. DDR-Liga. Na twee seizoenen degradeerde Chemie. Na één seizoen keerde de club terug en speelde er tot de competitie opgeheven werd in 1963. De club promoveerde nog voor rivaal BSG Stahl Riesa naar de DDR-Liga en speelde er in 1964/65. Na één seizoen degradeerde de club weer en keerde nog terug voor 1968/69. Hierna slaagde de club er niet meer in terug te keren en speelde enkel nog op regionaal niveau in het district Dresden.
Na de Duitse hereniging werd de naam SV Pneumant Riesa aangenomen en in 1991 SV Grün-Weiß Riesa-Röderau. In 1993 fuseerde de club met de voetbalafdeling van SC Riesa tot SC Riesa-Röderau. In 1998 fuseerde de club met Riesaer Sportverein Blau-Weiß tot FC Stahl 98 en het team van Riesa-Röderau werd het tweede elftal van de club.